# نیا لاهور
نیا لاهور (به انگلیسی: Naya Lahore) یک روستا در پاکستان است که در پنجاب واقع شده‌است. نیا لاهور ۲۱ کیلومتر مربع مساحت دارد ۱۷۲ متر بالاتر از سطح دریا واقع شده‌است.